# Медунка темна
Медунка темна (Pulmonaria obscura) — трав'яниста рослина родини шорстколистих із дрібними запашними квітками рожевого, фіолетового або синього кольору.

## Загальна характеристика
Багаторічна ранньовесняна рослина родини шорстколистих (Boraginaceae), 16–30 см заввишки з тонким, зігнутим кореневищем. Стебло прямостояче, при основі з великими коричневими лусками, шорстке і короткозалозисте, як і листки.  Наприкінці цвітіння, розвиваються великі прикореневі листки вкриті жорсткими щетинками, на довгих черешках. За формою ці листки широкояйцеподібні (яйцювато-ланцетні) 5—21 см завдовжки, загострені, при основі звужені в крилатий черешок, який у 1,5—2 рази довший за пластинку. Ці листки забарвлені в темний колір — важливе пристосування для максимального поглинання слабкого світла, що никає крізь крону дерев. Стеблові листки видовжені, при основі звужені або напівстеблообгортні. Середні і верхні листки сидячі.
Квітки зібрані у верхівкове небагатоквіткове суцвіття — завійку. Квітки пониклі, на коротких квітконіжках, правильні. Оцвітина подвійна. Чашечка зрослолиста, дзвоникувата, при плодах здута, майже до середини п'ятилопатева, зелена або синювата. Віночок зрослопелюстковий (7—10 мм у діаметрі), рожевий, згодом пурпурово-фіолетовий або синій. Він лійкоподібної форми з дзвоникуватим відгином і п'ятьма пучками волосків у зіві. Тичинок п'ять, прирослих нитками до трубочки віночка. Маточка одна, зав'язь верхня, чотирилопатева, стовпчик один, приймочка головчаста.
Плоди — розпадний горішок. Горішки чорні, блискучі, пухнасті, округлояйцеподібні з гострим кілем і верхівкою. Цвіте в квітні — травні. Рослина тіньолюбна.

## Поширення
Росте в листяних, рідко в мішаних лісах, у чагарниках, на узліссях переважно на піщаному ґрунті. Поширена медунка темна на Поліссі, у Лісостепу, рідко в степу і Карпатах. Заготовляють її у районах поширення.

## Близький вид
За морфологічними ознаками до медунки гладенької подібна медунка м'якенька — Pulmonaria mollissima Kern. (Pulmonaria mollis Bess.). Від медунки темної вона відрізняється м'яким, коротким, оксамитовим запушенням і тупуватими горішками. Зростає в листяних і мішаних лісах. Тіньовитривала рослина. Поширена в лісових і лісостепових районах Правобережжя, в Карпатах, зрідка у Степу.

## Практичне використання
Лікарська, харчова, чудова медоносна рослина.
У народній медицині застосовують рослину з коренем при різноманітних кишкових хворобах, захворюванні дихальних шляхів, як відхаркувальний, кровоспинний і антисептичний засіб, при хрипоті, проносах, жіночих хворобах. Зовнішньо застосовують для промивання гнійних ран, наривів, Для Дитячих ванн при золотусі.
У рослині містяться таніди (6—10 %), рутин, слиз, у значній кількості каротин і аскорбінова кислота. Обидва види медунок містять кровотворний комплекс мікроелементів: манган, залізо, мідь, кальцій, які регулюють також діяльність залоз внутрішньої секреції, активізують дію вітаміну B1.
У гомеопатії використовують есенцію з свіжої квітучої рослини.
У ветеринарії траву медунки застосовують при хворобах дихальних шляхів і лікуванні ран у худоби.
Завдяки високому вмісту каротину й аскорбінової кислоти медунку використовують для приготування різноманітних супів і овочевих страв, листки варять і додають до картоплі. В Англії культивують як салатну рослину.
Медунки — ранньовесняні медоноси, добре відвідуються бджолами, їхня нектаропродуктивність до 100 кг з 1 га. Мед з медунки здатний подразнювати слизову оболонку рота.

## Збирання, переробка та зберігання
Збирають усю рослину, зриваючи стебла навесні в період цвітіння, укладають нещільно в невеликі кошики. Сушать швидко, в добре провітрюваному приміщенні, щоб уникнути почорніння. Зберігають у коробках, вистелених папером.